# Ниязов, Галымжан Мукырович
Галымжан Мукырович Ниязов (каз.  Ғалымжан Мұқырұлы Ниязов род. 14 апреля 1973; Мангистауский район, Казахстан) — аким города Актау Мангистауской области (с 23 ноября 2017 года по 26 июня 2020 года).

## Биография
Галымжан Мукырович Ниязов Родился 14 апреля 1973 года в поселке Шетпе Мангистауского района Мангистауской области.
В 2000 году окончил Казахский Национальный Технический Университет имени К.И. Сатпаева по специальности «инженер-механик».
В 2008 году окончил Каспийский государственный университет технологий и инжиринга имени Ш. Есенова по квалификации промышленно-гражданское строительство и городское хозяйство, по специальности инженер.
Владеет казахским и русским языками.

## Трудовая деятельность
С 1990 по 2002 годы — работал в разных частных и коммерческих отраслях, начиная от ученика автослесаря до директора компании.
С 2002 по 2006 годы — Главный менеджер по производству и коммерции, ведущий специалист отдела аудита и экспертизы лицензионных документов Мангистауского областного филиала ЗАО «Национальный центр «Құрылысконсалтинг».
С 2006 по 2008 годы — Делопроизводитель-архивариус, главный специалист отдела лицензирования Управления государственного архитектурно-строительного контроля.
С 2008 по 2012 годы — Главный специалист отдела строительства, отдела государственных закупок, заместитель начальника управления строительства Мангистауской области.
С 20 февраля 2013 года по 7 апреля 2014 года — Начальник отдела строительства, заместитель начальника управления строительства Кызылординской области.
С 7 апреля 2014 года по 22 февраля 2016 года — Руководитель управления государственных закупок Кызылординской области.
С 22 февраля 2016 года по 14 февраля 2017 года — Начальник отдела, управляющий директор, директор департамента правового обеспечения и государственных закупок ТОО «СК-Фармация» АО ФНБ «Самрук-Казына» в городе Астана. 
С 27 марта 2017 года по 22 ноября 2017 года — Советник акима Мангистауской области по вопросам строительства, жилищно-коммунального хозяйства и индустриально-инновационного развития.
С 23 ноября 2017 года по 26 июня 2020 года — Аким города Актау Мангистауской области.
С 26 июня 2020 года по сентябрь — заместитель акима Мангистауской области.
С Сентября — Аким Мангистауского района Мангистауской области.  

## Награды
- Почётная грамота Мангистауской области (август 2010 года)
- Почётная грамота Кызылординской области (март 2016 года)[6]
- Медаль "Теңге 25 жыл" (2018)
- Медаль "Ақтау қаласына 55 жыл" (2018)
- Медаль "Мұнайлы ауданына 10 жыл"  (2018)
- Медаль "Маэк Казатомпром 50 жыл" (2018)
- Медаль "Бейнеу ауданына 45 жыл" (2018)
- Медаль "Қарақия ауданына 45 жыл"  (2018)
- Медаль "Жаңаөзен қаласына 50 жыл" (2018)
- Медаль "Маңғыстау ауданына 90 жыл" (2018)

## Семья
Женат, 5 детей. 